# 角替利策

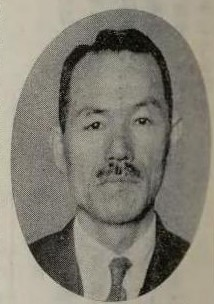
角替利策

角替 利策（つのかえ りさく、1888年10月5日 - 1978年）は、日本の発明家、農学者、高分子化学者。

## 来歴
静岡県小笠郡城東村（現・掛川市）出身。青野文之丞の次男として生まれ、角替太郎市の養子となった。1915年（大正4年）に東京帝国大学農科大学（現・東京大学農学部）農芸化学科を卒業し、同大学副手、同実科講師、神奈川県立農事試験所技師、絹業試験所技師、生糸検査所技師などを歴任した。
1931年（昭和6年）9月に論文「石鹸ノ絹精練作用ニ関スル化学的研究」で農学博士の学位を東京帝国大学より取得した。1932年（昭和7年）より京都帝国大学農学科講師に嘱託された。
正五位勲五等。
太平洋戦争後も化学繊維関係の編著を残している。
妻・ふみは河井彌八の妹。

## 特許
- 特許第65055号 石鹸の絹精練廃液より殺菌剤の製造法
- 特許第65822号 石鹸より銅石鹸剤の製造法